# Blinde Trebel
Die Blinde Trebel ist ein Nebenfluss der Trebel in Mecklenburg-Vorpommern. Sie entspringt dem im Jahr 2006 neu wieder aufgestauten Richtenberger See. Dessen mit Abstand größter und längster Zufluss, der aus Abtshagen im Osten kommende 10,5 km lange Schleusengraben, ist als ihr Oberlauf eingestuft. Außerdem mündet in den See noch der aus Westen kommende, 6,2 km lange Graben aus Steinfeld. Zudem leiten ein paar kurze Gräben ihr Wasser in den See. Die Blinde Trebel fließt vom Richtenberger See in südlicher bis südwestlicher Richtung durch das Landschaftsschutzgebiet Hellberge. Östlich von Drechow mündet die Bek in die Blinde Trebel ein. Diese mündet etwa 4 km weiter südlich zwischen Rekentin und Tribsees in die Trebel.
Ein Teil des Tals der Blinden Trebel ist eines der letzten Flusstal-Durchströmungsmoore Norddeutschlands und beherbergt außerordentlich viele Moosarten sowie weitere gefährdete Pflanzen. Die Schutzwürdigkeit des Tals wird als hoch eingestuft.
|  |

|  |

|  |